# Нунавут
Ну́навут (англ. Nunavut [ˈnuːnəvʊt], інук. ᓄᓇᕗᑦ/nunavut [ˈnunavut] — «наша земля») — найбільша з територій Канади. Парламентський Акт від 1 квітня 1999 року офіційно відокремив Нунавут від Північно-західних територій: кордони території офіційно встановлено в 1993 році. Створення Нунавуту — перша велика зміна територіального складу Канади з часу приєднання нової провінції Ньюфаундленду і Лабрадору в 1949 році.
Столиця території Нунавут — місто Ікалуїт (раніш: Фробішер-Бей) на острові Баффінова Земля, була офіційно вибрана 1995 року під час Нунавутського плебісциту щодо столиці території. Нунавут охоплює більшу частину Канадського Арктичного архіпелагу, а також велику частину північноамериканського континенту. Нунавут має найменшу кількість населення — 29 474 осіб (2006), але найбільшу територію з усіх провінцій і територій Канади. Нунавут є одним з найменш населених регіонів у світі.
На мові інуктитут «Нунавут» означає «наша земля». Мешканці Нунавуту називають себе «нунавумміют». Разом з державними англійською і французькою мовами, мова інуктитут (інаніктан) — офіційна мова Нунавуту.

## Географія

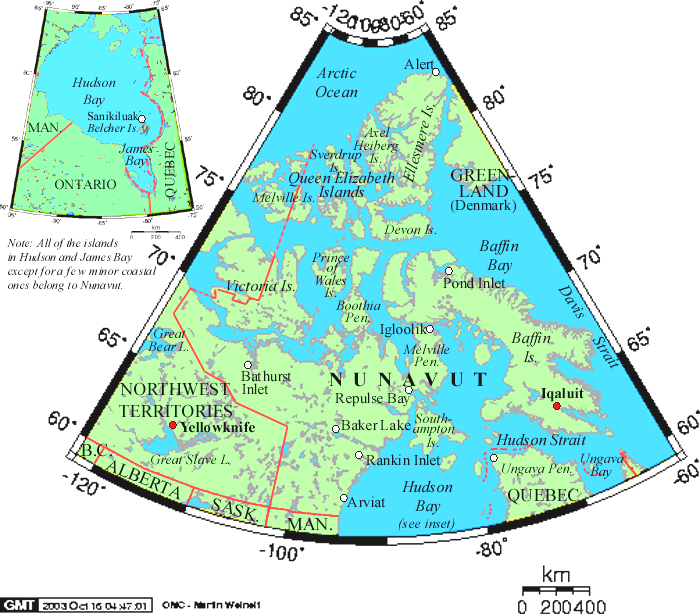
Карта Нунавуту

### Межі
Територія Нунавуту займає близько 1,9 млн км² суходолу, включаючи частку материкової частини Канади, більшість островів Канадського Арктичного архіпелагу (виняток становлять острів Принца Патрика, острів Банкс і частина островів Вікторія і Мелвілл), всі острови в Гудзоновій затоці, затоці Джеймс і затоці Унгава (включаючи острови Белчер, які раніше належали Північно-Західним територіям):стор.17-21. Якби Нунавут був суверенною державою, за площею своєї території він займав би 15-е місце в світі після Демократичної Республіки Конго.
Нунавут має сухопутні кордони на деяких островах і континентальній суші, а також морські з Північно-Західними територіями, вузький сухопутний кордон з провінцією Ньюфаундленд і Лабрадор на острові Кіллінек. Разом з Північно-Західними територіями на заході, Манітобою на півдні і Саскачеваном на південно-заході Нунавут утворює так зване перехрестя в точці 60°00′ пн. ш. 102°00′ зх. д. / 60.000° пн. ш. 102.000° зх. д., де встановлений обеліск та прокладено пішохідний туристичний маршрут. Межі Нунавуту за формою нагадують Інуксук, символ спадщини інуїтів, але це не було зроблено спеціально. Кордон між Нунавут і Північно-Західними територіями відображає угоди про розподіл землі, а кордони інших регіонів були такими задовго до утворення території.
Регіон також має морські кордони з провінціями Квебек, Онтаріо і Манітоба. На крайньому північному сході на сході острова Елсмір межує по морю з Гренландією. Омивається водами Північного Льодовитого океану.

### Рельєф

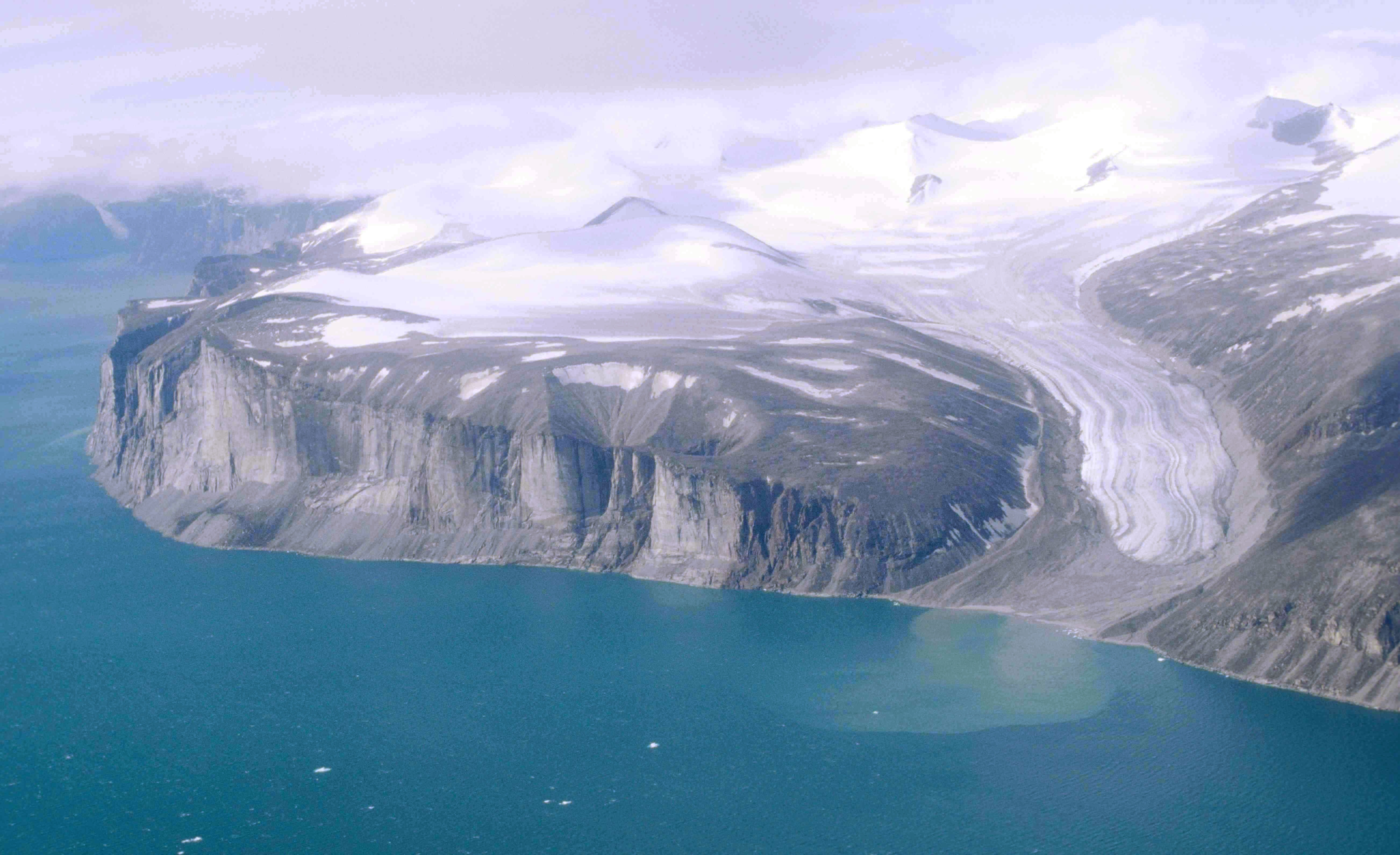
Північно-західне узбережжя Баффінової землі

Материкова частина Нунавуту та острови в Гудзоновій затоці знаходяться на Канадському щиті, з дуже тонким шаром ґрунту на корінній породі і безліччю скельних відслонень, вік яких сягає 1 мільярда років. На північ на зміну їм приходять більш молоді гори.
На Канадському арктичному архіпелазі розташована Арктична Кордильєра, яка простягається за північним кордоном континента від південного заходу острова Принц-Патрик до північної Гренландії. Значна частина канадського архіпелагу, особливо його північна і східна частини, покрита льодовиками з високими гірськими піками — нунатаками. Основна вершина гірської системи, пік Барбо висотою 2616 метрів, розташована на півночі острова Елсмір і є найвищою точкою території, однією із найпівнічніших вершин у світі і найвищою відміткою Північної Америки на схід від Скелястих гір.
Безліч річок і озер обумовлено нещодавно утвореним вододілом території, що продовжує формуватися під впливом ефекту постльодовикового відновлення. Всі річки в Нунавуті, розташовані в материковій частині, впадають або в Гудзонову затоку (Телон, Казан і Дубонт) або в Льодовитий океан (Блек і Коппермайн). Річки часто розливаються, утворюючи озера, найбільшим з яких є озеро Дубонт. На острові Баффінова земля річки в основному течуть на захід. Крім того, тут розташовано озеро Неттіллінг, найбільше озеро всього Нунавуту, і Амаджуак, третє за величиною озеро території. Великі озера є і на острові Елсмір, зокрема, озеро Гейзен, яке є найбільшим озером у світі за Полярним колом.

### Клімат
Територія Нунавуту повністю розташована всередині арктичної кліматичної зони, яка характеризується холодними температурами як взимку, так і влітку. Відносно тепла частина території розташована на сході, на узбережжі Гудзонової затоки, де середня температура січня досягає -30 °C, а липня +10 °C. Помітно холодніше на півночі провінції і в районі Баффінової землі, де середні температури досягають -35 °C та +5 °C, відповідно.
Кількість опадів в регіоні надзвичайно мала, Нунавут являє собою арктичну пустелю. Опади в основному бувають у вигляді снігу. Середній річний рівень опадів дорівнює 200 мм. Цей показник істотно зростає на сході території, досягаючи свого максимуму на острові Байлот, де він дорівнює 600 мм на рік.
Практично вся територія Нунавуту розташована в зоні вічної мерзлоти.

## Історія

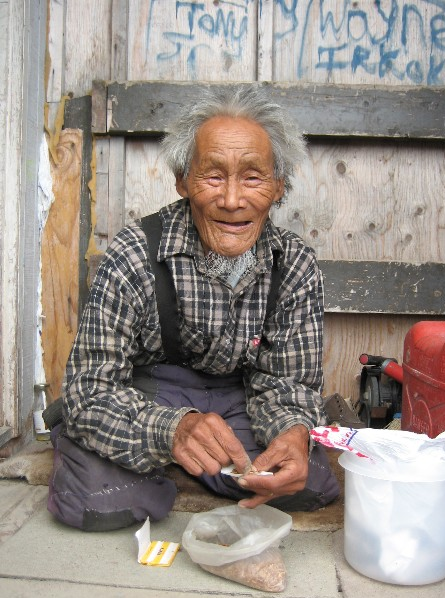
Інуїт з Арвіата

Територія Нунавуту була заселена людьми ще приблизно 4 000 років тому. Перші записані відомості про цю територію починаються з 1576 року. Мартін Фробішер був перший, хто знайшов поклади золота на узбережжі затоки Фробішер острова Баффінова Земля. Хоча й поклади виявилися незначними, Фробішер був першим європейцем, який познайомився з культурою та життям місцевого населення. Він захопив силою чотирьох інуїтів і відвіз їх із собою до Англії, де вони скоро померли.
Разом з Північно-Західними територіями Нунавут увійшов спочатку у володіння Британської Імперії, а пізніше Канадської Конфедерації. 14 квітня 1982 р. відбувся плебісцит, на якому вирішувалося майбутнє території і більшістю голосів було прийнято рішення виділити Нунавут в окрему територію зі складу Південно-Західних територій. 9 липня 1993 року канадський парламент прийняв постанову, якою було визначено майбутнє території і 1 квітня 1999 року Нунавут офіційно став окремою третьою територією Канади.
Нунавут — самоврядна територія інуїтів, яких налічується близько 28 000. Вони становлять 85 % загальної кількості населення території. Понад третина населення Нунавуту — віком до 15 років.

## Адміністративний поділ
Територія поділяється на 3 регіони:
- Кікіктаалук — 1 040 418 км²; 15 765 осіб (2006); центр — Ікалуїт
- Ківаллік — 445 109 км²; 8 348 осіб (2006); центр — Ранкін-Інлет
- Кітікмеот — 446 728 км²; 5 361 осіб (2006); центр — Кеймбридж-Бей